# Thiago Carpini
Thiago Carpini Barbosa, meglio noto come Thiago Carpini  (16 luglio 1984), è un allenatore di calcio ed ex calciatore brasiliano, di ruolo centrocampista , tecnico del Juventude.

## Statistiche

### Statistiche da allenatore

#### Club
Statistiche aggiornate al 11 luglio 2025.  In grassetto le competizioni vinte.
| Stagione          | Squadra           | Campionato        | Campionato | Campionato | Campionato | Campionato | Coppe nazionali | Coppe nazionali | Coppe nazionali | Coppe nazionali | Coppe nazionali | Coppe continentali | Coppe continentali | Coppe continentali | Coppe continentali | Coppe continentali | Altre coppe | Altre coppe | Altre coppe | Altre coppe | Altre coppe | Totale | Totale | Totale | Totale | % Vittorie | Piazzamento     |
| Stagione          | Squadra           | Comp              | G          | V          | N          | P          | Comp            | G               | V               | N               | P               | Comp               | G                  | V                  | N                  | P                  | Comp        | G           | V           | N           | P           | G      | V      | N      | P      | %          | Piazzamento     |
| ----------------- | ----------------- | ----------------- | ---------- | ---------- | ---------- | ---------- | --------------- | --------------- | --------------- | --------------- | --------------- | ------------------ | ------------------ | ------------------ | ------------------ | ------------------ | ----------- | ----------- | ----------- | ----------- | ----------- | ------ | ------ | ------ | ------ | ---------- | --------------- |
| 2019              | Guarani           | B                 | 21         | 9          | 4          | 8          | -               | -               | -               | -               | -               | -                  | -                  | -                  | -                  | -                  | -           | -           | -           | -           | -           | 21     | 9      | 4      | 8      | 42,86      | Sub. 13°        |
| 2020              | Guarani           | A1/SP+B           | 15+6       | 5+1        | 5+0        | 5+5        | -               | -               | -               | -               | -               | -                  | -                  | -                  | -                  | -                  | -           | -           | -           | -           | -           | 21     | 6      | 5      | 10     | 28,57      | Eson.           |
| Totale Guarani    | Totale Guarani    | Totale Guarani    | 42         | 15         | 9          | 18         |                 | -               | -               | -               | -               |                    | -                  | -                  | -                  | -                  |             | -           | -           | -           | -           | 42     | 15     | 9      | 18     | 35,71      |                 |
| 2020              | Oeste             | B                 | 4          | 0          | 1          | 3          | -               | -               | -               | -               | -               | -                  | -                  | -                  | -                  | -                  | -           | -           | -           | -           | -           | 4      | 0      | 1      | 3      | &0,00      | Sub. eson.      |
| 2021              | Inter de Limeira  | A1/SP             | 13         | 6          | 0          | 7          | -               | -               | -               | -               | -               | -                  | -                  | -                  | -                  | -                  | -           | -           | -           | -           | -           | 13     | 6      | 0      | 7      | 46,15      | 7°              |
| 2022              | Santo André       | A1/SP             | 13         | 3          | 6          | 4          | -               | -               | -               | -               | -               | -                  | -                  | -                  | -                  | -                  | -           | -           | -           | -           | -           | 13     | 3      | 6      | 4      | 23,08      | 8°              |
| 2022              | Ferroviária       | D                 | 6          | 1          | 2          | 3          | -               | -               | -               | -               | -               | -                  | -                  | -                  | -                  | -                  | -           | -           | -           | -           | -           | 13     | 3      | 6      | 4      | 23,08      | Eson.           |
| 2022              | Água Santa        | -                 | -          | -          | -          | -          | CP              | 12              | 3               | 7               | 2               | -                  | -                  | -                  | -                  | -                  | -           | -           | -           | -           | -           | 12     | 3      | 7      | 2      | 25,00      | 6°              |
| 2023              | Água Santa        | A1/SP             | 16         | 8          | 4          | 4          | -               | -               | -               | -               | -               | -                  | -                  | -                  | -                  | -                  | -           | -           | -           | -           | -           | 16     | 8      | 4      | 4      | 50,00      | 2°              |
| Totale Agua Santa | Totale Agua Santa | Totale Agua Santa | 16         | 8          | 4          | 4          |                 | 12              | 3               | 7               | 2               |                    | -                  | -                  | -                  | -                  |             | -           | -           | -           | -           | 28     | 11     | 11     | 6      | 39,29      |                 |
| 2023              | Juventude         | B                 | 32         | 17         | 11         | 4          | -               | -               | -               | -               | -               | -                  | -                  | -                  | -                  | -                  | -           | -           | -           | -           | -           | 32     | 17     | 11     | 4      | 53,13      | Sub. 2° (prom.) |
| 2024              | San Paolo         | A1/SP+A           | 13+2       | 6+0        | 5+0        | 2+2        | -               | -               | -               | -               | -               | CL                 | 2                  | 1                  | 0                  | 1                  | SB          | 1           | 0           | 1           | 0           | 18     | 7      | 6      | 5      | 38,89      | Eson.           |
| 2024              | Vitória           | A                 | 33         | 13         | 7          | 13         | CB              | 1               | 0               | 0               | 1               | -                  | -                  | -                  | -                  | -                  | -           | -           | -           | -           | -           | 34     | 13     | 7      | 14     | 38,24      | Sub. 11º        |
| 2025              | Vitória           | Bai+A             | 13+12      | 8+2        | 4+5        | 1+5        | CB+CN           | 2+8             | 1+4             | 0+3             | 1+1             | CS                 | 6                  | 1                  | 3                  | 2                  | -           | -           | -           | -           | -           | 41     | 16     | 15     | 10     | 39,02      | Eson.           |
| Totale Vitória    | Totale Vitória    | Totale Vitória    | 58         | 23         | 16         | 19         |                 | 11              | 5               | 3               | 3               |                    | 6                  | 1                  | 3                  | 2                  |             | -           | -           | -           | -           | 75     | 29     | 22     | 24     | 38,67      |                 |
| Totale carriera   | Totale carriera   | Totale carriera   | 199        | 79         | 54         | 66         |                 | 23              | 8               | 10              | 5               |                    | 8                  | 2                  | 3                  | 3                  |             | 1           | 0           | 1           | 0           | 231    | 89     | 68     | 74     | 38,53      |                 |

## Palmarès

### Allenatore

#### Competizioni nazionali
- Supercoppa del Brasile: 1

San Paolo: 2024